# Nihon Kōkūki Engine Kyōkai
Nihon Kōkūki Engine Kyōkai (jap. 一般財団法人日本航空機エンジン協会, Ippan zaidan hōjin Nihon Kōkūki Enjin Kyōkai, engl. Japanese Aero Engines Corporation, kurz JAEC) ist ein Konsortium und besteht aus 3 japanischen Unternehmen:
- KHI – Kawasaki Heavy Industries
- IHI – Ishikawajima-Harima Heavy Industries
- MHI – Mitsubishi Heavy Industries

Die Unternehmensgruppe ist über Beteiligungen an verschiedenen Antrieben für unterschiedliche Flugzeuge beteiligt, zum Beispiel IAE. Jedes einzelne Unternehmen ist im Nikkei 225, dem bedeutendsten Asiatischen Börsenindex vertreten. Der Sitz des Konsortiums befindet sich in Minato, Tokio.